# فريدريك كولبيرغ (لاعب كرة الريشة)
فريدريك كولبيرغ (بالدنماركية: Frederik Colberg)‏ هو لاعب كرة الريشة دنماركي، ولد في 31 مارس 1993 في Holbæk ‏ في الدنمارك.

## وصلات خارجية
- فريدريك كولبيرغ على موقع BWF.tournamentsoftware.com (الإنجليزية)
- فريدريك كولبيرغ على موقع BWFbadminton.com (الإنجليزية)